# いっき団結
『いっき団結』（いっきだんけつ、英題：Ikki Unite）は、サンソフトより2023年2月15日に発売されたゲームソフト。

## 概要
サンソフトが1985年にリリースした『いっき』を基にしつつ、オンライン協力プレイに対応した新規タイトルとして制作された。『いっき』のリリース当時には、本来集団で行う一揆を題材としながらゲーム内に登場するのは1人または2人であるということがユーザーからネタにされていたが、本作では最大16人のプレイヤーで協力しながらゲームを進めていく。こうした内容や、ドロップアイテムがプレイごとに異なるなど毎回違ったゲーム展開となることを指して、サンソフトではジャンル名を「団結ローグライクアクション」と称している。なお、『いっき』を基にしたオンラインゲームとしては2010年に『いっき おんらいん』が発売されているが、こちらは最大12人のプレイヤーが2つのチームに分かれて対戦するという内容になっている。
サンソフトは2022年8月より「SUNSOFT is back!」と銘打って過去の自社レトロゲームのIPを積極的に活用する方針を打ち出しており、本作はその第1弾作品として発表された。『いっき』は当時のユーザーから「元祖クソゲー」などと呼ばれながらも70万本以上売れたことからサンソフトの作品の中でも日本での知名度が高く、時代を経ても顧客から作品について声掛けされる機会が多かったため、『いっき』を復活させようと企画が立ち上げられた。

## システム
プレイヤーは後述の16人のキャラクターのうちの1人を操作する。本作には、1人用オフラインモードの「シングルプレイ」と最大16人のプレイヤーが参加するオンラインモードの「マルチプレイ」があり、マルチプレイモードの操作キャラクターはランダムで選択される。シングルプレイの場合は、道中で連れ歩く仲間を雇う（追加する）ことが可能。
見下ろし型の広大なマップの四隅のいずれかにキャラクターが配置された状態からゲームが開始される。マルチプレイモードでは16人のキャラクターが4人ずつのグループに分かれて四隅に配置されている。道中では、経路を塞ぐように位置しているボスを倒しながら進んでいき、マップの中央の屋敷で待ち構える代官を倒せばゲームクリアとなる。プレイ中には制限時間が設けられており、ボスを倒すと時間が延長されるが、時間切れの時点でゲームオーバーとなる。
プレイヤーが行う基本操作は上下左右キーでのキャラクターの移動のみで、敵への攻撃やキャラクターの固有能力発動は自動的に行われる。また、敵を倒すなどして手に入る銭が一定額に達するとレベルアップし、画面上に提示される能力強化などの複数項目の中から1つを選択し入手できる。こうしたシステムは、poncleが開発したゲーム『Vampire Survivors』に類似している。
各キャラクターは、制限なく使用できる「メイン武器」、および一度使うと再使用までにクールダウンが必要な「メインアイテム」を装備しており、道中のショップなどで手に入る「サブ武器」と「サブアイテム」も装備できる。サブ武器の使用には特定の素材が必要で、使用ごとに消費される。武器やアイテムは、鍛冶屋でレベルを上げたり道中で出会う仙人から課される「仙人クエスト」をクリアしてレア度を上げることで強化される。このほか、ショップで特定の「団結アイテム」を入手し道中で「プロテインA」というアイテムを拾うと、固有能力の「団結スキル」が発動する。
ダメージを受けて体力が尽きたキャラクターはその場で籠の中に捕らえられた状態となる。他のキャラクターが籠にしばらく重なり続けると復帰させることができ、重なる人数が多いほど復帰の時間が速まる。ただし、重なっている状態のキャラクターは攻撃ができなくなる。全てのキャラクターの体力が尽きるとゲームオーバーとなる。
2023年3月24日実施のアップデートにより、道中で「魔叉魅の鏡（まさみのかがみ）」を入手すると、高難易度の「裏面」に行けるようになった。裏面では新たにマップの四隅から始まり、より強力なボスを倒しながら進んだ末に、マップ中央の屋敷でヤマタノオロチとの戦いが行われる。

## 操作キャラクター
16人のキャラクターは、敵への攻撃と仲間のサポートを両方こなす「探索型」、攻撃に特化した「攻撃型」、自身や仲間を強化する「強化型」、仲間を回復できる能力を持つ「回復型」の4種類に大別される。

### 探索型
権べ（ごんべ）
農民。『いっき』の主人公の一人。こん棒を投げて攻撃し、メインアイテム「身体守り」の効果が発動すると一定時間無敵になる。
団結スキル「連判状」は、一定時間全ての敵の動きを停止させる。
丹波（たんば）
男の忍者。手裏剣を投げて攻撃し、メインアイテムの「変わり身の術」が発動すると変わり身を配置し自身は無敵状態で移動する。
団結スキル「団結変わり身の術」は、味方の誰かの団結スキルをチャージできる。
くノ一（くのいち）
女の忍者。敵を貫通するクナイを投げて痺れさせることができ、メインアイテムの「分身の術」が発動すると自動で戦う分身を出現させる。
団結スキル「誰かが分身の術」は、味方の誰かが一定時間分身する。
五右衛門（ごえもん）
大泥棒。ネズミを放って周囲の敵を攻撃させ、つづらを開けた際に赤・緑・橙のいずれかの色の煙を出して周囲に特殊効果を与える（赤：敵を吹き飛ばす、緑：体力の回復、橙：クールダウンの回復）。
団結スキル「盗賊の磁石」は、マップに落ちている銭を味方全員が回収し、追加の銭も手に入る。

### 攻撃型
用心棒（ようじんぼう）
用心棒。刀で近接攻撃し、メインアイテムの「韋駄天」は一定時間移動速度上昇およびダメージ軽減の効果を発揮する。
団結スキル「心眼」は、メインアイテムのクールダウン時間を大幅に減少させる。
平八郎（へいはちろう）
困窮する庶民に協力する人物。鎖分銅と鎖鎌を用いて攻撃する。
団結スキル「怒りの鉄拳」は、ボス敵に大ダメージを与える。
孫一（まごいち）
鉄砲頭。火縄銃で攻撃し、近距離の敵には脇差を用いる。
団結スキル「あやしい取引」は、全てのサブ武器の素材を即座に補充する。
与作（よさく）
農民。『いっき おんらいん』で権べたちの仲間として初登場している。巨大な槌の振り回しと叩きつけで攻撃し、メインアイテムの「仕事守り」の効果が発動すると次の攻撃が強化される。
団結スキル「しぇあ・おぶ・おにぎりズ」は、味方全員の体力を回復させる。

### 強化型
田吾（たご）
農民。『いっき』の主人公の一人。敵を貫通する鎌を投げて攻撃し、メインアイテムの「男守り」の効果が発動するとクールダウンの時間が一時的に短縮される。
団結スキル「血判状」は、一定時間味方全員の弾速度と発射数が上昇する。
秀頼（ひでより）
大名。妖刀から衝撃波を放って敵を吹き飛ばすことができ、メインアイテムの軍配は自身と周囲の味方の攻撃力を一時的に上昇させる。
団結スキル「参勤交代」は、別のチームの味方が自身のもとに一時的に集まる。
吟遊詩人（ぎんゆうしじん）
歌姫。三味線の演奏で3色いずれかの音波を発生させ、敵に当たるとダメージ、味方に当たると能力強化となる（赤：攻撃力上昇、青：ダメージ軽減、黄：クールダウン時間短縮）。メインアイテムの楽譜により音波の色が自動で切り替わる。
団結スキル「羽衣」は、味方全員にシールドを付与する。
陰陽師（おんみょうじ）
陰陽師。護符を敵に貼り付けて数秒後に爆発させ、メインアイテムの「五行の陣」は4回目のクールダウンまではサブ武器の強化、5回目のクールダウン後には敵全体を攻撃する。
団結スキル「陰陽の秘技」は、体力が尽きて捕らえられた味方を復活させる。

### 回復型
坊主（ぼうず）
僧侶。独鈷杵（とっこしょ）で敵に雷を落として一定時間痺れさせ、メインアイテム「聖者の教え」の発動により自身と周囲の味方の体力を回復する。
団結スキル「無窮のお灸」は、味方全員に体力の自動回復効果を付与する。
四郎（しろう）
聖職者。敵を貫通する短剣を投げて攻撃し、メインアイテム「聖なる光」は敵の移動速度を遅くするスロウ状態にしつつ味方の体力を回復する。
団結スキル「聖なる閃光」は自身と味方の誰かに敵を一撃で倒す効果を与える。
薬師（くすし）
怪しい薬の製造者。毒薬瓶を投げて落下地点を毒エリアに変化させ、メインアイテム「活性化薬」は毒エリア内で味方が回復するようになる。
団結スキル「特製劇薬」は、全ての敵に劇薬を飲ませ一定確率で体力を1にする。
腰元（こしもと）
権べに思いを寄せる腰元。『いっき』では操作キャラクターに抱き着いて移動を妨害する役回りで登場した。投げキッスで攻撃し、メインアイテムの「恋心」は味方の移動速度上昇および触れた味方の体力回復の効果を発揮する。
団結スキル「幸せのクローバー」は、味方全員の運のステータス（攻撃時のクリティカル率に影響）を上昇させる。

## 開発
本作の開発は、『いっき』を題材とした『Vampire Survivors』のようなゲームをマルチプレイ作品として作ってはどうか、というコンセプトで2022年3月頃から始まり、開始当初には、以前にリリースしたフィーチャーフォン版の『いっき』の素材を流用した4人プレイ版を2週間ほどで試作した。『Vampire Survivors』は早期アクセス版がリリースされた2021年10月時点ではさほど注目されず翌2022年1月から人気が急上昇したという作品で、本作の開発はそれからわずか2か月後という速さで開始されている。当時は、サンソフトのブランドを抱えるサン電子が業績立て直しの施策を進めている最中で社員数が減少している状況にあり、開発は小規模のチームで行われた。
開発中の2022年9月12日には、VTuberの戌神ころねによるゲーム実況配信が行われた。これにより『いっき』を知らない若い世代が本作に興味を持ち、10月7日から9日に実施されたクローズドβテストでは多くの若い世代が参加した。ただ、参加者から「面白いんだけど、粗削り」などの否定的な意見が寄せられたことから、ファミリーコンピュータ版『いっき』の発売日（1985年11月28日）に合わせて2022年11月28日に発売するという当初の計画を翌年2月に延期した。これを受けて、当初の発売日前日の11月27日に「いっきフェス」と題した2度目のクローズドβテストを実施し、厳しい意見があった一方で「最初より良くなった」という意見も多く寄せられた。